# Widerstand (журнал)

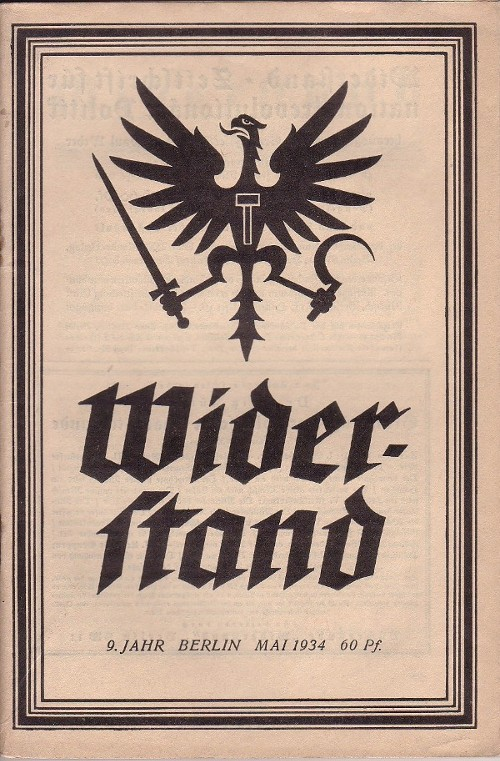

Widerstand. Zeitschrift für nationalrevolutionäre Politik (укр. Опір. Журнал націонал-революційної політики) — щомісячний журнал, заснований у Німеччині в 1926 році для пропаганди націонал-революційної ідеї. Виходив у Берліні під редакцією Ернста Нікіша. Серед найвідоміших авторів були Ернст Юнґер, Фрідріх Ґеорґ Юнґер, А. Пауль Вебер, Август Вінніг та Йозеф Е. Дрексель. Журнал був закритий у грудні 1934 року. Провівши деякий час у підпіллі, Нікіш був заарештований і перебував у нацистських концтаборах з 1937 по 1945 рік.

## Історія
Ернст Нікіш, один з лідерів націонал-більшовицького руху, був прихильником антипарламентської та антидемократичної політики. Він був «націонал-революціонером» за часів Веймарської республіки і Третього Рейху. В 1919 році він був головою Центральної ради робітничих, селянських і солдатських рад Баварії і в наступні роки намагався мобілізувати робітничий клас на реалізацію світових революційних і водночас національних завдань. Таким чином він вплинув на ліве крило Націонал-соціалістичної робітничої партії Німеччини (НСДАП) навколо Грегора Штрассера. У 1926 році він заснував журнал Widerstand. Blätter für sozialistische und nationalrevolutionäre Politik. Він став рупором націонал-більшовизму. Разом із дружиною Нікіш керував видавництвом Widerstands-Verlag. З 1928 року журнал мав підзаголовок Zeitschrift für nationalrevolutionäre Politik (Журнал націонал-революційної політики). У 1928 році Нікіш також почав співпрацювати з графіком А. Паулем Вебером, який створював для журналу Widerstand політично-сатиричні портретні карикатури, сатирично-алегоричні ілюстрації тварин та малюнки. Однією з найвідоміших є літографія «Das Gerücht».
Серед співавторів були письменники Ернст Юнґер, Фрідріх Ґеорґ Юнґер, Йозеф Е. Дрексель, Густав Зондерманн (колишній функціонер «Alldeutscher Verband»), Г. Армстронґ, Ганс Бекер, Родеріх фон Бістрам, Фрідріх Ґреґоріус, Вільфрід Кнопке, Отто Нікель, Отто Петрас, Spektator, Ойген Шмаль (можливо, частково під псевдонімами) та Ернст фон Заломон.